# التطهير: عام الانتخابات
التطهير: عام الانتخابات أو التطهير 3 (بالإنجليزية: American Nightmare 3 : Élections)‏ هو فيلمُ إثارةٍ ورُعبٍ أمريكي من إنتاج عام 2016. كَتَبهُ وأخرجهُ جيمس ديمونيكو، ومن بطولة فرانك جريلو وإليزابيث ميتشيل ومايكلتي ويليامسون وإدوين هودج وكايل سيكور.

## القصة
تدور أحداث القصة بعد مرور عامين من جريمة قتل ابن رقيب الشرطة ليو بارنيز (فرانك جريلو)، حيثُ يمنع ليو نفسه من الانتقام من قاتل ابنه، وَيعمل ليو الآن مدير أمن لنائبة أمريكية (سنياتورة) في مهمة صعبة لتأمين النائبة والحفاظ على حياتها من أية عمليات أو مضايقات، حيثُ أنَّ هذه النائبة تعرضت قبل 18 عام هيَ وعائلتها لعملية تطهير أسفرت عن قَتل زوجها وأولادها وبقيت هيَ على قيد الحياة، وَتعمل هذه النائبة على حملة لوقف التطهير السنوي، وبسبب نجاح حملتها وقرب فوزها بالانتخابات يُحاول الآباء المؤسسين وأصحاب فكرة التطهير اغتيال النائبة والتخلص منها في احتفال السنوي، لذلك عليهم الصمود حتى انتهاء الاحتفال السنوي.

## روابط خارجية
- التطهير: عام الانتخابات على موقع IMDb (الإنجليزية)
- التطهير: عام الانتخابات على موقع ميتاكريتيك (الإنجليزية)
- التطهير: عام الانتخابات على موقع روتن توميتوز (الإنجليزية)
- التطهير: عام الانتخابات على موقع قاعدة بيانات الأفلام العربية
- التطهير: عام الانتخابات على موقع ألو سيني (الفرنسية)
- التطهير: عام الانتخابات على موقع أول موفي (الإنجليزية)
- التطهير: عام الانتخابات على موقع بوكس أوفيس موجو (الإنجليزية)
- التطهير: عام الانتخابات على موقع فيلمافينيتي (الإسبانية)
- التطهير: عام الانتخابات على موقع قاعدة بيانات الأفلام السويدية (السويدية)
- التطهير: عام الانتخابات على موقع قاعدة بيانات الفيلم (الإنجليزية)